# Sutherland, Sydafrika

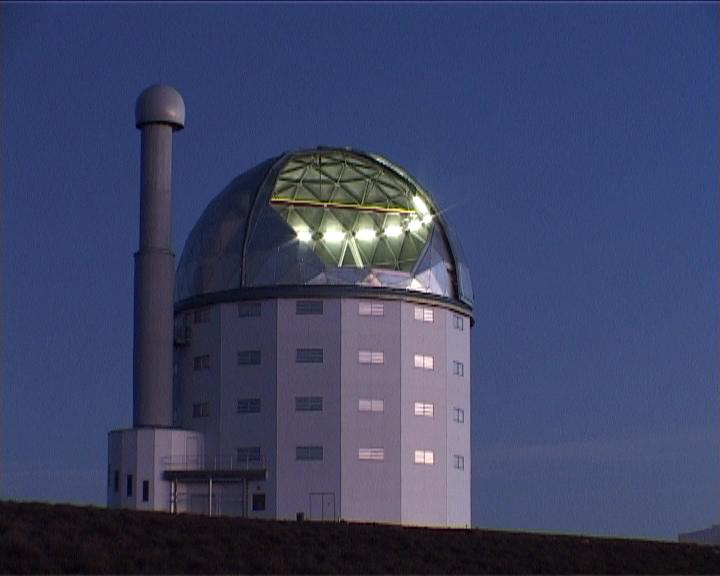
Southern African Large Telescope.

Sutherland är en ort i Norra Kapprovinsen i Sydafrika. Folkmängden uppgick till 2 836 invånare vid folkräkningen 2011. Orten ligger 1 458 meter över havet och är känd som en av de kallare orterna i Sydafrika. Strax utanför Sutherland ligger även Southern African Large Telescope, ett av södra halvklotets största teleskop.